# Eurovision Song Contest 1981
Der 26. Eurovision Song Contest fand am 4. April 1981 im Simmonscourt-Pavillon in der Royal Dublin Society in der irischen Hauptstadt Dublin statt, weil sich im Vorjahr der für Irland gestartete Johnny Logan mit What’s Another Year? durchsetzen konnte. Doireann Ní Bhriain moderierte den von RTÉ ausgerichteten Wettbewerb. Nach einer spannenden Wertungsprozedur setzte sich der britische Beitrag Making Your Mind Up der Gruppe Bucks Fizz durch. Es war der vierte Sieg für das Vereinigte Königreich.

## Besonderheiten
Zum ersten Mal wurde der Eurovision Song Contest in Ägypten übertragen.
Einige Interpreten beim Wettbewerb hatten bereits Eurovisionserfahrung: Cheryl Baker, ein Mitglied der Gewinnergruppe Bucks Fizz nahm als Gruppenmitglied von CoCo am Eurovision Song Contest 1978 ebenfalls für das Vereinigte Königreich teil. Jean-Claude Pascal, der Gewinner von 1961 war erneut für Luxemburg vertreten. Marty Brem nahm wie im Vorjahr (damals als Teil der Gruppe Blue Danube) für Österreich teil. Der Schwede Björn Skifs und der Däne Tommy Seebach sangen bereits 1978 beziehungsweise 1979 für ihre Heimatländer. Peter, Sue & Marc beteiligten sich bereits zum vierten Mal für die Schweiz am ESC; damit sind sie zusammen mit dem Belgier Fud Leclerc Rekordhalter in dieser Kategorie. Ferner erreichte Lena Valaitis bei der deutschen Vorentscheidung des Jahres 1976 den siebten Rang.

## Teilnehmer

Teilnehmende Länder
Länder, die bereits an einem früheren ESC teilgenommen hatten, aber nicht im Jahr 1981

Im Vergleich zum Vorjahr erhöhte sich die Teilnehmerzahl auf 20, weil Zypern debütierte und Israel und Jugoslawien zum Wettbewerb zurückkehrten. Mit Italien und Marokko zogen sich allerdings auch zwei Länder aus dem Wettbewerb zurück.

### Wiederkehrende Interpreten
| Land                   | Interpret                                   | Vorherige(s) Teilnahmejahr(e)       |
| ---------------------- | ------------------------------------------- | ----------------------------------- |
| Dänemark               | Tommy Seebach (zusammen mit Debbie Cameron) | 1979                                |
| Dänemark               | Debbie Cameron (zusammen mit Tommy Seebach) | Begleitung: 1979                    |
| Irland                 | Maxi (als Mitglied von Sheeba)              | 1973                                |
| Jugoslawien            | Ismeta Dervoz (Begleitung)                  | 1976 (als Mitglied von Ambasadori)  |
| Luxemburg              | Jean-Claude Pascal                          | 1961                                |
| Norwegen               | Anita Skorgan (Begleitung)                  | 1977 • 1979                         |
| Österreich             | Marty Brem                                  | 1980 (als Mitglied von Blue Danube) |
| Portugal               | Ana Bola (Begleitung)                       | 1977 (als Mitglied von Os Amigos)   |
| Schweden               | Björn Skifs                                 | 1978                                |
| Schweiz                | Peter, Sue & Marc                           | 1971 • 1976 • 1979                  |
| Vereinigtes Königreich | Cheryl Baker (als Mitglied von Bucks Fizz)  | 1978 (als Mitglied von Co-Co)       |

### Dirigenten
Jedes Lied wurde mit Live-Musik begleitet bzw. kam Live-Musik zum Einsatz – folgende Dirigenten leiteten das Orchester bei dem jeweiligen Land:
- Österreich – Richard Oesterreicher
- Türkei – Onno Tunç
- BR Deutschland – Wolfgang Rödelberger
- Luxemburg – Joël Rocher
- Israel – Eldad Shrim
- Dänemark – Allan Botschinsky
- Jugoslawien – Ranko Rihtman
- Finnland – Henrik Otto Donner
- Frankreich – David Sprinfield
- Spanien – Joan Barcons
- Niederlande – Rogier van Otterloo
- Irland – Noel Kelehan
- Norwegen – Sigurd Jansen
- Vereinigtes Königreich – John Coleman
- Portugal – Shegundo Galarza
- Belgien – Giuseppe Marchese
- Griechenland – Yiorgos Niarchos
- Zypern – Michalis Rozakis
- Schweiz – Rolf Zuckowski
- Schweden – Anders Berglund

## Abstimmungsverfahren
In jedem Land gab es eine elfköpfige Jury, die zunächst die zehn besten Lieder intern ermittelten. Danach vergaben die einzelnen Jurys 12, 10, 8, 7, 6, 5, 4, 3, 2 Punkte und 1 Punkt an diese zehn besten Lieder.

## Platzierungen
| Platz | Startnr. | Land                   | Interpret                         | Lied Musik (M) und Text (T)                                                              | Sprache        | Übersetzung                      | Punkte |
| ----- | -------- | ---------------------- | --------------------------------- | ---------------------------------------------------------------------------------------- | -------------- | -------------------------------- | ------ |
| 01.   | 14       | Vereinigtes Königreich | Bucks Fizz                        | Making Your Mind Up M: John Danter; T: Andy Hill                                         | Englisch       | Um dich zu entscheiden           | 136    |
| 02.   | 03       | BR Deutschland         | Lena Valaitis                     | Johnny Blue M: Ralph Siegel; T: Bernd Meinunger                                          | Deutsch        | —                                | 132    |
| 03.   | 09       | Frankreich             | Jean Gabilou                      | Humanahum M: Jean-Paul Cara; T: Joe Gracy                                                | Französisch    | Land der Menschen                | 125    |
| 04.   | 19       | Schweiz                | Peter, Sue & Marc                 | Io senza te M: Peter Reber; T: Peter Reber, Nella Martinetti                             | Italienisch    | Ich ohne dich                    | 121    |
| 05.   | 12       | Irland                 | Sheeba                            | Horoscopes M: Jim Kelly; T: Joe Burkett                                                  | Englisch       | Horoskope                        | 105    |
| 06.   | 18       | Zypern                 | Island                            | Monika Μόνικα M: Doros Georgiadis; T: Stavros Sideras                                    | Griechisch     | —                                | 069    |
| 07.   | 05       | Israel                 | Hakol Over Habibi הכל עובר חביבי  | Halajla (הלילה) M: Shuki Levi; T: Shlomit Aharon, Yuval Dor                              | Hebräisch      | Heute Abend                      | 056    |
| 08.   | 17       | Griechenland           | Yiannis Dimitras Γιάννης Δημητράς | Feggari kalokerino (Φεγγάρι καλοκαιρινό) M: Giorgos Niarchos; T: Yiannis Dimitras        | Griechisch     | Sommermond                       | 055    |
| 09.   | 11       | Niederlande            | Linda Williams                    | Het is een wonder M: Cees de Wit; T: Bart van de Laar                                    | Niederländisch | Es ist ein Wunder                | 051    |
| 10.   | 20       | Schweden               | Björn Skifs                       | Fångad i en dröm M/T: Björn Skifs, Bengt Palmers                                         | Schwedisch     | In einem Traum gefangen          | 050    |
| 11.   | 06       | Dänemark               | Debbie Cameron und Tommy Seebach  | Krøller eller ej M: Tommy Seebach; T: Keld Heick                                         | Dänisch        | Locken oder nicht                | 041    |
| 11.   | 04       | Luxemburg              | Jean-Claude Pascal                | C’est peut-être pas l’Amérique M/T: Sophie Makhno, Jean-Claude Pascal, Jean-Claude Petit | Französisch    | Das ist vielleicht nicht Amerika | 041    |
| 13.   | 16       | Belgien                | Emly Starr                        | Samson M: Kick Dandy, Giuseppe Marchese; T: Kick Dandy, Penny Els                        | Niederländisch | —                                | 040    |
| 14.   | 10       | Spanien                | Bacchelli                         | Y sólo tú M/T: Amado Jaen                                                                | Spanisch       | Und nur du                       | 038    |
| 15.   | 07       | Jugoslawien            | Seid Memić                        | Lejla M/T: Ranko Boban                                                                   | Bosnisch       | —                                | 035    |
| 16.   | 08       | Finnland               | Riki Sorsa                        | Reggae ok M: Jim Pembroke; T: Olli Ojala                                                 | Finnisch       | —                                | 027    |
| 17.   | 01       | Österreich             | Marty Brem                        | Wenn du da bist M/T: Werner Böhmler                                                      | Deutsch        | —                                | 020    |
| 18.   | 02       | Türkei                 | Modern Folk Trio & Ayşegül Aldinç | Dönme dolap M/T: Ali Kocatepe                                                            | Türkisch       | Riesenrad                        | 009    |
| 18.   | 15       | Portugal               | Carlos Paião                      | Playback M/T: Carlos Paião                                                               | Portugiesisch  | —                                | 009    |
| 20.   | 13       | Norwegen               | Finn Kalvik                       | Aldri i livet M/T: Finn Kalvik                                                           | Norwegisch     | Niemals im Leben                 | 000    |

## Punktevergabe
| Land | Abstimmungsergebnisse | Abstimmungsergebnisse | Abstimmungsergebnisse | Abstimmungsergebnisse | Abstimmungsergebnisse | Abstimmungsergebnisse | Abstimmungsergebnisse | Abstimmungsergebnisse | Abstimmungsergebnisse | Abstimmungsergebnisse | Abstimmungsergebnisse | Abstimmungsergebnisse | Abstimmungsergebnisse | Abstimmungsergebnisse | Abstimmungsergebnisse | Abstimmungsergebnisse | Abstimmungsergebnisse | Abstimmungsergebnisse | Abstimmungsergebnisse | Abstimmungsergebnisse | Abstimmungsergebnisse | Abstimmungsergebnisse |
| Land | Punkte                | AT                    | TR                    | DE                    | LU                    | IL                    | DK                    | YU                    | FI                    | FR                    | ES                    | NL                    | IE                    | NO                    | UK                    | PT                    | BE                    | GR                    | CY                    | CH                    | SE                    | Votings               |
| --- | --------------------- | --------------------- | --------------------- | --------------------- | --------------------- | --------------------- | --------------------- | --------------------- | --------------------- | --------------------- | --------------------- | --------------------- | --------------------- | --------------------- | --------------------- | --------------------- | --------------------- | --------------------- | --------------------- | --------------------- | --------------------- | --------------------- |
| Österreich | 020                   |                       | 6                     | –                     | –                     | –                     | 1                     | –                     | –                     | 5                     | 6                     | –                     | –                     | –                     | –                     | –                     | –                     | –                     | –                     | –                     | 2                     | 05                    |
| Türkei | 009                   | –                     |                       | –                     | 1                     | –                     | –                     | 3                     | 5                     | –                     | –                     | –                     | –                     | –                     | –                     | –                     | –                     | –                     | –                     | –                     | –                     | 03                    |
| Deutschland | 132                   | 5                     | 12                    |                       | 3                     | 8                     | 8                     | 2                     | 7                     | 8                     | 12                    | 3                     | 6                     | 4                     | 7                     | 12                    | 10                    | 5                     | 8                     | –                     | 12                    | 18                    |
| Luxemburg | 041                   | 10                    | –                     | 5                     |                       | 3                     | –                     | –                     | 4                     | 3                     | 1                     | –                     | –                     | –                     | –                     | 4                     | –                     | –                     | –                     | 6                     | 5                     | 09                    |
| Israel | 056                   | 8                     | –                     | –                     | 4                     |                       | –                     | –                     | 6                     | –                     | –                     | 7                     | 7                     | 8                     | 4                     | 5                     | –                     | –                     | –                     | 4                     | 3                     | 10                    |
| Dänemark | 041                   | –                     | 1                     | 1                     | 7                     | –                     |                       | –                     | –                     | 4                     | 3                     | 2                     | –                     | –                     | 5                     | 2                     | 12                    | –                     | –                     | –                     | 4                     | 10                    |
| Jugoslawien | 035                   | –                     | 4                     | –                     | –                     | –                     | –                     |                       | 8                     | –                     | –                     | –                     | 2                     | 1                     | –                     | –                     | 5                     | 2                     | 3                     | 10                    | –                     | 08                    |
| Finnland | 027                   | –                     | –                     | –                     | –                     | 2                     | –                     | –                     |                       | 1                     | 2                     | 5                     | 5                     | –                     | –                     | 1                     | –                     | –                     | –                     | 5                     | 6                     | 08                    |
| Frankreich | 125                   | 12                    | –                     | 12                    | 12                    | 7                     | 2                     | 4                     | 10                    |                       | –                     | 6                     | 4                     | 5                     | 1                     | 10                    | 3                     | 8                     | 7                     | 12                    | 10                    | 17                    |
| Spanien | 038                   | –                     | 10                    | –                     | –                     | 6                     | –                     | –                     | –                     | –                     |                       | 4                     | 3                     | 10                    | –                     | 3                     | –                     | –                     | –                     | 2                     | –                     | 07                    |
| Niederlande | 051                   | 3                     | 5                     | 3                     | –                     | 4                     | 7                     | –                     | –                     | 2                     | 7                     |                       | –                     | –                     | 6                     | 7                     | 2                     | 3                     | 2                     | –                     | –                     | 12                    |
| Irland | 105                   | 7                     | 3                     | 6                     | 10                    | 10                    | 12                    | 5                     | –                     | 6                     | 5                     | 10                    |                       | –                     | –                     | –                     | 1                     | 10                    | 12                    | 1                     | 7                     | 15                    |
| Norwegen | 000                   | –                     | –                     | –                     | –                     | –                     | –                     | –                     | –                     | –                     | –                     | –                     | –                     |                       | –                     | –                     | –                     | –                     | –                     | –                     | –                     | 0                     |
| Vereinigtes Königreich                                                                                                 | 136                   | 4                     | 8                     | 4                     | 5                     | 12                    | 10                    | 10                    | 3                     | 7                     | 8                     | 12                    | 10                    | 3                     |                       | 6                     | 8                     | 6                     | 4                     | 8                     | 8                     | 19                    |
| Portugal | 009                   | –                     | –                     | 8                     | –                     | –                     | –                     | –                     | –                     | –                     | –                     | –                     | –                     | –                     | –                     |                       | –                     | 1                     | –                     | –                     | –                     | 02                    |
| Belgien | 040                   | 1                     | 7                     | –                     | –                     | 1                     | 6                     | 8                     | 2                     | –                     | –                     | –                     | –                     | –                     | 3                     | –                     |                       | 7                     | 5                     | –                     | –                     | 09                    |
| Griechenland | 055                   | 6                     | –                     | 2                     | 6                     | –                     | –                     | 1                     | –                     | –                     | 10                    | –                     | 1                     | 2                     | 8                     | –                     | 6                     |                       | 6                     | 7                     | –                     | 11                    |
| Zypern | 069                   | –                     | –                     | –                     | –                     | 5                     | 3                     | 6                     | –                     | –                     | –                     | 8                     | 8                     | 7                     | 10                    | –                     | 7                     | 12                    |                       | 3                     | –                     | 10                    |
| Schweiz | 121                   | 2                     | 2                     | 7                     | 8                     | –                     | 4                     | 12                    | 12                    | 10                    | 4                     | 1                     | 12                    | 12                    | 12                    | 8                     | –                     | 4                     | 10                    |                       | 1                     | 17                    |
| Schweden | 050                   | –                     | –                     | 10                    | 2                     | –                     | 5                     | 7                     | 1                     | 12                    | –                     | –                     | –                     | 6                     | 2                     | –                     | 4                     | –                     | 1                     | –                     |                       | 10                    |
| Die Tabelle ist senkrecht nach der Auftrittsreihenfolge geordnet, waagerecht nach der chronologischen Punkteverlesung. |                       |                       |                       |                       |                       |                       |                       |                       |                       |                       |                       |                       |                       |                       |                       |                       |                       |                       |                       |                       |                       |                       |

Die Punktevergabe war dieses Mal vergleichsweise spannend. Während der gesamten Wertung wechselten sich nämlich Deutschland, Frankreich, die Schweiz und das Vereinigte Königreich an der Spitze ab, wobei die meiste Zeit letztere führten. Vor der schweizerischen (der vorletzten Wertung) führten Deutschland, das Vereinigte Königreich und die Schweiz je mit 120 Punkten. Die Schweiz gab acht Punkte an Bucks Fizz, aber keine an Deutschland und natürlich auch keine an sich selber. Damit ebnete die Jury der Schweiz den Sieg des Vereinigten Königreichs. Marc Dietrich (von der Schweizer Gruppe Peter, Sue & Marc) entschuldigte sich daraufhin für das Abstimmungsverhalten bei der deutschen Vertreterin Lena Valaitis.

### Statistik der Zwölf-Punkte-Vergabe
| Anzahl | Land                   | erhalten von                                                    |
| ------ | ---------------------- | --------------------------------------------------------------- |
| 5      | Schweiz                | Finnland, Irland, Jugoslawien, Norwegen, Vereinigtes Königreich |
| 4      | Deutschland            | Portugal, Schweden, Spanien, Türkei                             |
| 4      | Frankreich             | Deutschland, Luxemburg, Österreich, Schweiz                     |
| 2      | Irland                 | Dänemark, Zypern                                                |
| 2      | Vereinigtes Königreich | Israel, Niederlande                                             |
| 1      | Dänemark               | Belgien                                                         |
| 1      | Schweden               | Frankreich                                                      |
| 1      | Zypern                 | Griechenland                                                    |